# Zeno Debast
Zeno Debast (Halle, 24 oktober 2003) is een Belgisch voetballer die sinds medio 2024 onder contract ligt bij Sporting Portugal. Hij speelt voornamelijk als verdediger. De Belg kreeg zijn jeugdopleiding bij RSC Anderlecht, waar hij in 2021 doorstroomde naar de eerste ploeg. Debast debuteerde in 2022 in het Belgisch voetbalelftal.

## Clubcarrière

### RSC Anderlecht

#### Jeugd
Debast begon op zijn vijfde te voetballen bij KSK Halle. Twee jaar later ging hij naar RSC Anderlecht. Hij speelde er in de jeugd op verschillende posities, maar maakte op veertienjarige leeftijd definitief de switch naar de centrale defensie. Tot de U15 speelden Anderlecht-coaches Debast steevast uit als aanvallende middenvelder of rechtsvoor. Door een stevige groeispurt drong een carrièreswitch zich op. Onder Craig Bellamy zette Debast snel stappen bij de beloften. In oktober 2019 ondertekende hij zijn eerste profcontract bij de club. Hij was dan pas zestien jaar. In februari 2021 werd zijn contract opengebroken tot 2023.

#### 2020/21
Op 9 februari 2021 maakte Anderlecht bekend dat er vijf beloftenspelers aansloten bij de A-kern. Het gaat om Théo Leoni (20), Nayel Mehssatou (18), Alonzo Engwanda (18), Nils De Wilde (18) en Zeno Debast (17) om eigen opgeleide speler meer kansen te geven. Op 2 mei 2021 maakte Debast zijn officiële debuut in het eerste elftal van Anderlecht: op de eerste speeldag van de Champions' Play-offs viel hij tegen Club Brugge in de slotfase in voor Elias Cobbaut. Op de slotspeeldag mocht hij tegen Antwerp FC iets langer spelen: na de rode kaart voor Matt Miazga na nog geen kwartier werd hij in de 17e minuut ingebracht ten nadele van Yari Verschaeren.

#### 2021/22
In de zomer van 2021 haalde Anderlecht met Wesley Hoedt, Taylor Harwood-Bellis en Lisandro Magallán drie nieuwe centrale verdedigers binnen. De Hallenaar verdween hierdoor weer even naar het achterplan. Debast speelde pas op 26 januari 2022 zijn eerste officiële wedstrijd van het seizoen: in de competitiewedstrijd tegen Cercle Brugge slikte Hoedt in de 25e minuut een rode kaart, waarop Vincent Kompany Hannes Delcroix inbracht, die op zijn beurt dan weer geblesseerd uitviel en tijdens de rust vervangen werd door Debast. Door de schorsing van Hoedt versierde hij op 6 februari 2022 zijn eerste basisplaats bij Anderlecht: in de competitiewedstrijd tegen KAS Eupen (4-1-winst) mocht hij een centraal verdedigend duo vormen met Magallán.
Na de terugkeer van Hoedt nam Debast in de competitiewedstrijden tegen Zulte Waregem (1-2-winst), KRC Genk (2-0-winst) en Oud-Heverlee Leuven (0-0) de plaats van Magallán in. Na zijn vierde basisplaats op rij kwam een vervelende voetblessure roet in het eten gooien: Debast miste naast de vijf overige wedstrijden in de reguliere competitie ook de volledige Champions' Play-offs en de bekerfinale tegen KAA Gent. Halfweg de Champions' Play-offs werd het contract van de geblesseerde Debast opengebroken tot 2025.

#### 2022/23
Als enige veldspeler van Anderlecht miste hij nog geen minuut in de competitie. Daarom werd hij in september 2022 voor het eerst opgeroepen voor de Belgische nationale ploeg. Hij was een zeldzaam lichtpunt bij een zwalpend 'paars-wit' door zijn uitzonderlijke techniek, secure passing en gretigheid in de duels. Eind augustus 2022 werd Belgisch recordinternational Jan Vertonghen aangetrokken. Zijn ervaring moest Debast nog beter maken.

### Sporting Clube de Portugal
In juni 2024 tekende Debast een contract voor vijf seizoenen bij het Portugese Sporting Portugal. Naar verluidt was een transfersom van 15,5 miljoen euro ermee gemoeid, die met de nodige bonussen nog kan oplopen tot 21 miljoen euro.
Met een kanonschot in de linkerwinkelhaak in de met 2-0 gewonnen Champions League wedstrijd tegen Lille OSC op 17 september 2024 scoorde Debast zijn eerste goal als profspeler. 

## Clubstatistieken
| Seizoen         | Club            | Land            | Competitie         | Competitie | Competitie | Beker | Beker | Supercup | Supercup | Europees | Europees | Totaal | Totaal |
| Seizoen         | Club            | Land            | Competitie         | Wed.       | Dlp.       | Wed.  | Dlp.  | Wed.     | Dlp.     | Wed.     | Dlp.     | Wed.   | Dlp.   |
| --------------- | --------------- | --------------- | ------------------ | ---------- | ---------- | ----- | ----- | -------- | -------- | -------- | -------- | ------ | ------ |
| 2020/21         | RSC Anderlecht  | Vlag van België | Jupiler Pro League | 2          | 0          | 0     | 0     | —        | —        | —        | —        | 2      | 0      |
| 2021/22         | RSC Anderlecht  | Vlag van België | Jupiler Pro League | 5          | 0          | 0     | 0     | —        | —        | 0        | 0        | 5      | 0      |
| 2022/23         | RSC Anderlecht  | Vlag van België | Jupiler Pro League | 9          | 0          | 0     | 0     | —        | —        | 5        | 0        | 14     | 0      |
| Carrière totaal | Carrière totaal | Carrière totaal | Carrière totaal    | 16         | 0          | 0     | 0     | 0        | 0        | 5        | 0        | 21     | 0      |

Bijgewerkt op 26 september 2022.

## Interlandcarrière

### Beloften
Debast debuteerde in 2018 als Belgisch jeugdinternational. In mei 2022 riep beloftenbondscoach Jacky Mathijssen hem op voor de EK-kwalificatiewedstrijd tegen Schotland op 5 juni 2022, die overigens overbodig was omdat België reeds geplaatst was voor het EK onder 21 2023. Debast kwam tijdens deze wedstrijd niet in actie. In juni 2022 trainde hij mee met de Rode Duivels tijdens het Nations League-vierluik Nederland-Polen-Wales-Polen.

### Rode Duivels
Op 16 september 2022 werd Zeno Debast voor het eerst door bondscoach Roberto Martínez geselecteerd voor de Nations League-interlands tegen Wales en Nederland. Achter de naam van Debast stonden op dat ogenblik slechts twintig wedstrijden op het hoogste niveau op de teller. Zelfs bij de Belgische U21 was hij nog nooit eerder geselecteerd. Hij was de enige nieuwkomer bij de ruime selectie.
Op 22 september 2022 mocht Debast voor het eerst aantreden bij het eerste elftal van België tegen Wales in de UEFA Nations League. Hij stond meteen als centrale verdediger in de basis en speelde de volledige wedstrijd. België won de wedstrijd met 2-1. Debast speelde een degelijke wedstrijd maar maakte een fout bij het tegendoelpunt. Drie dagen later stond hij weer in de basis tegen Nederland.

#### WK 2022 Qatar
Op 10 november 2022 hakte Martinez de knoop voor de definitieve WK selectie door. Debast maakte als achttienjarige hiervan verrassend deel uit. Ook Anderlecht ploegmaat Jan Vertonghen behoorde tot de definitieve selectie. In de voorafgaande vriendschappelijke wedstrijd tegen Egypte stond Debast terug in de basis. De wedstrijd eindigde op een 2-1 verlies. Hij lag aan de basis van het tweede doelpunt van de Egyptenaren. Tot een WK debuut kwam het niet. In de drie groepswedstrijden tegen Canada (1-0 overwinning), Marokko (0-2 verlies) en Kroatië (0-0) bleef hij op de bank gekluisterd.

#### EK 2024 Duitsland
Eind mei 2024 werd Debast door bondscoach Domenico Tedesco opgenomen in de selectie voor het EK 2024 in Duitsland. Hij speelde er twee interlands.

## Interlands
| Interlands van Zeno Debast voor België | Interlands van Zeno Debast voor België | Interlands van Zeno Debast voor België | Interlands van Zeno Debast voor België | Interlands van Zeno Debast voor België | Interlands van Zeno Debast voor België |
| No.                                    | Datum                                  | Wedstrijd                              | Uitslag                                | Soort Wedstrijd                        | Doelpunten                             |
| Als speler bij RSC Anderlecht          | Als speler bij RSC Anderlecht          | Als speler bij RSC Anderlecht          | Als speler bij RSC Anderlecht          | Als speler bij RSC Anderlecht          | Als speler bij RSC Anderlecht          |
| -------------------------------------- | -------------------------------------- | -------------------------------------- | -------------------------------------- | -------------------------------------- | -------------------------------------- |
| 1.                                     | 22 september 2022                      | België – Wales                         | 2 – 1                                  | UEFA Nations League 2022/23            | -                                      |
| 2.                                     | 25 september 2022                      | Nederland – België                     | 1 – 0                                  | UEFA Nations League 2022/23            | -                                      |
| 3.                                     | 18 november 2022                       | België – Egypte                        | 1 – 2                                  | Vriendschappelijk                      | -                                      |
| 4.                                     | 12 september 2023                      | België – Estland                       | 5 – 0                                  | Kwalificatie EK 2024                   | -                                      |
| 5.                                     | 15 november 2023                       | België – Servië                        | 1 – 0                                  | vriendschappelijk                      | -                                      |
| 6.                                     | 26 maart 2024                          | Engeland – België                      | 2 – 2                                  | vriendschappelijk                      | -                                      |
| 7.                                     | 5 juni 2024                            | België – Montenegro                    | 2 – 0                                  | vriendschappelijk                      | -                                      |
| 8.                                     | 8 juni 2024                            | België – Luxemburg                     | 3 – 0                                  | vriendschappelijk                      | -                                      |
| 9.                                     | 17 juni 2024                           | België – Slowakije                     | 0 – 1                                  | EK 2024 groepsfase                     | -                                      |
| 10.                                    | 22 juni 2024                           | België – Roemenië                      | 2 – 0                                  | EK 2024 groepsfase                     | -                                      |
| Als speler bij Sporting Lissabon       |                                        |                                        |                                        |                                        |                                        |
| 11.                                    | 6 september 2024                       | België – Israël                        | 3 – 1                                  | UEFA Nations League 2024/25            | -                                      |
| 12.                                    | 9 september 2024                       | Frankrijk – België                     | 2 – 0                                  | UEFA Nations League 2024/25            | -                                      |
| 13.                                    | 10 oktober 2024                        | Italië – België                        | 2 – 2                                  | UEFA Nations League 2024/25            | -                                      |
| 14.                                    | 14 oktober 2024                        | België – Frankrijk                     | 1 – 2                                  | UEFA Nations League 2024/25            | -                                      |
| 15.                                    | 14 november 2024                       | België – Italië                        | 0 – 1                                  | UEFA Nations League 2024/25            | -                                      |
| 16.                                    | 17 november 2024                       | Israël – België                        | 1 – 0                                  | UEFA Nations League 2024/25            | -                                      |
| 17.                                    | 20 maart 2025                          | Oekraïne – België                      | 3 – 1                                  | UEFA Nations League 2024/25 barrages   | -                                      |
| 18.                                    | 23 maart 2025                          | België – Oekraïne                      | 3 – 0                                  | UEFA Nations League 2024/25 barrages   | -                                      |
| 19.                                    | 6 juni 2025                            | Noord-Macedonië – België               | 1 – 1                                  | Kwalificatie WK 2026                   | -                                      |
| 20.                                    | 9 juni 2025                            | België – Wales                         | 4 – 3                                  | Kwalificatie WK 2026                   | -                                      |
| Totaal                                 | Totaal                                 | Totaal                                 | Totaal                                 | Totaal                                 | 0                                      |
| Bijgewerkt t/m 9 juni 2025.            |                                        |                                        |                                        |                                        |                                        |